# Platypalpus alpinus
Platypalpus alpinus är en tvåvingeart som beskrevs av Chvala 1971. Platypalpus alpinus ingår i släktet Platypalpus och familjen puckeldansflugor. Arten har ej påträffats i Sverige. Inga underarter finns listade i Catalogue of Life.